# Histoire des Juifs à Sao Tomé

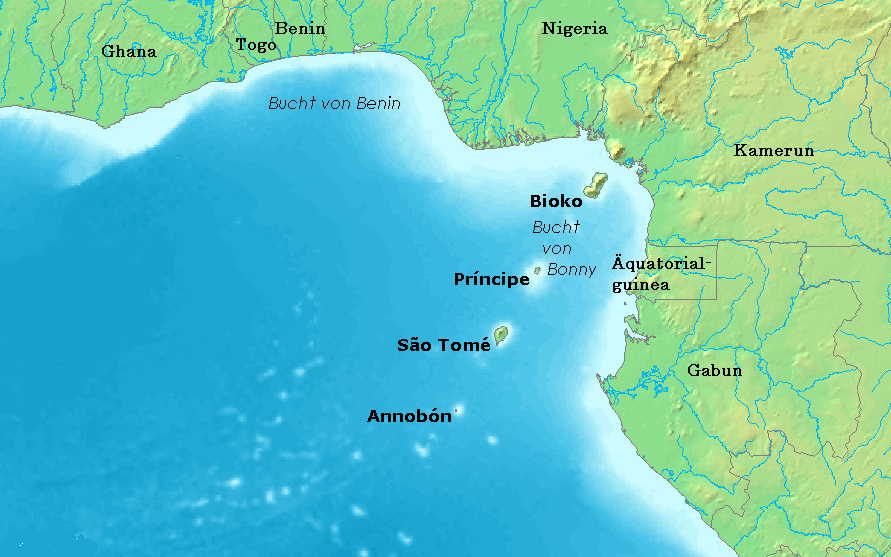
Localisation de Sao Tomé

L'histoire des Juifs à São Tomé commence avec la déportation de 2 000 enfants juifs[réf. nécessaire]] expulsés d'Espagne et réfugiés au Portugal en 1492, enlevés à leurs familles[réf. nécessaire] et emmenés en 1493 dans l'archipel portugais de Sao Tomé-et-Principe, situé dans le golfe de Guinée.

## Contexte

### Portugal
- Exploration portugaise des côtes de l'Afrique par Henri le Navigateur à partir de 1420
- Découverte de Sao Tomé en 1470

### Castille et Aragon
- Conquête du royaume de Grenade par les Rois catholiques (janvier 1492)
- Arrêté d'expulsion des juifs de Castille et d'Aragon (avril 1492), promulgué dans le palais de l'Alhambra de Grenade.

## Histoire

### La déportation initiale
Cette histoire concerne des juifs du royaume de Castille réfugiés au Portugal après l'arrêté d'expulsion de 1492.
En 1493, l'île de Sao Tomé, inhabitée, est inféodée à un Portugais, Alvaro Caminha, qui dispose du droit d'utiliser des condamnés de droit commun ou des prostituées pour coloniser l'île. 
Sous prétexte du non paiement de certaines taxes spécifiques, 2 000 enfants juifs sont séparés de leur famille et emmenés à Sao Tomé à la fin de l'année 1493.[réf. nécessaire] Beaucoup meurent rapidement.